# 大場浩平
大場 浩平（おおば こうへい、1984年11月19日 - ）は、日本の元プロボクサー。愛知県名古屋市出身。デビュー当初はフライ級で闘い、2010年以降はバンタム級を主戦場としていた。第63代・第67代日本バンタム級王者。名古屋大橋ボクシングジム所属。

## スタイル
左ガードを低く構え、優れた防御勘、距離感をもって相手のパンチをかわしてはカウンターからコンビネーションパンチで攻撃を組み立てるボクサー・タイプ。得意のパンチは左フックのボディブローと右アッパー。天才ボクサーフロイド・メイウェザー・ジュニアに憧れて、そのスタイルを模倣して闘うと公言していることから「名古屋のメイウェザー」と呼ばれる。しかし、「自分のトレーナーはメイウェザーの試合ビデオ」ともコメントしているように、そのボクシングはややもすると我流である。

## 来歴
2002年6月8日、宮本英哲（陽光アダチ）に1回2分02秒KO勝ちでプロデビュー戦を飾る。
2003年9月15日、デビュー4戦目で中日本新人王決勝戦を安田眞之介（天熊丸木）と闘い、6回判定勝ちで中日本フライ級新人王獲得。6回には右アッパーでダウンを奪い勝利するも、安田の健闘も光る試合であった。安田は新人時代に最も大場を苦しめたボクサーのひとりであり、後にメインイベンターとして活躍している。この試合は中部地区でテレビ放送された。
2003年11月3日、大神淳二（関博之）に6回判定勝ちで新人王フライ級西軍代表の座を獲得。
2003年12月21日、山中力（帝拳）に6回判定勝ちで全日本フライ級新人王獲得。山中の粘りにあって接戦ではあったが、明白な勝利を収めた。
2004年2月29日、ヨードチャイ・ポークンパオラチャダ（タイ）に2回3分00秒でTKO勝ち。序盤から、斜めに構えて相手から視線を外した状態で左ジャブを決める「ノールック・ジャブ」を披露。ヨードチャイの反撃をすいすいと目で外すと、左のボディブローを突き刺す、といった自在のボクシングで場内をどよめかせる。2回終盤に上下の連打でダウンを与えると、ヨードチャイは戦意を喪失。
2004年6月6日、吹上ホールで行われた日本フライ級タイトルマッチ、中野博（畑中） vs. 内藤大助（宮田）戦興行の前座10回戦に登場。楠浩明（グリーンツダ）に3回2分10秒KO勝ち。3回にロープを背負った位置から巧みに身体を入れ替え、絶妙のタイミングで放った右アッパーによるワンパンチ・ノックアウトとなった。
2004年8月25日、後楽園ホールに登場。佐藤康史（ワタナベ）に4回2分54秒TKO勝ち。果敢に攻める佐藤を右アッパーで脅かし、左のボディブローで痛めつけての勝利であった。
2004年10月30日、チャイヨット・オープラモット（タイ）に4回0分47秒TKO勝ち。3回に右アッパーでダウンを奪い、4回に狙いすました右ストレートで痛烈にKO勝ち。
2005年7月10日、タイ国スーパーフライ級王者ペットクローンパイ・ソータンティップ（タイ）と対戦、2回1分39秒KO勝ち。左右のボディブローでタイ王者を沈めた。
2005年11月3日、WBC世界スーパーフライ級14位ホセ・アンヘル・ベランサ（メキシコ）に10回判定勝利。1・2回はベランサの執拗な左ジャブに苦しんだ大場だが、3回に強烈な右アッパーと左ボディブローを突き刺しペースを奪う。タフなベランサを倒すことは出来ず、散発的に反撃を受けたものの、そのたびに右アッパーでベランサのアゴを跳ね上げるなどして明白に打ち勝った。
2006年2月5日、OPBF東洋太平洋バンタム級王者マルコム・ツニャカオ（フィリピン）に挑戦、12回引き分けで王座奪取ならず。元WBC世界フライ級王者で、バンタム級でも世界上位の実力を持つサウスポーのツニャカオを相手に苦戦が予想された。試合はスピード豊かで防御勘に優れたツニャカオに対し、大場は普段とは違い、両ガードを高く上げて圧力をかけ前進。巧みなガード、ブロッキングによる防御ではセンスの良さを見せた大場だったが、攻撃面では右アッパーのボディブローを好打するも追撃はならず単発に終わる。逆にツニャカオの速い右アッパー、左ストレートでガードを破られる場面もあり、全体的にツニャカオ・ペースで試合は進んだ。場内の大半がツニャカオ勝利と見たが、判定はドロー。試合後、ツニャカオは憮然としてリングを降り、大場は完敗を認めるコメントを発した。
2006年4月8日、3度目の後楽園ホール登場。ヨーダムロン・シンワンチャー vs. 木村章司戦のセミファイナルにて、新保力（角海老宝石）に10回判定勝ち。
2006年7月23日、パークアリーナ小牧にて、元OPBF東洋太平洋スーパーフライ級王者のウェンペット・チュワタナ（タイ）に4回TKO勝ち。スピーディーな攻撃でウェンペットを圧倒し、4回にロープ際へ追い立ててからの右アッパーの連打でダウンを奪った。
2006年12月9日、シャーウィン・マナタッド（フィリピン）に4回KO勝ち。ガードの固いマナタッドに対し、序盤は様子見だったが徐々にペースアップ。4回に攻勢をかけ、左フックのレバー・ブローを決めてダウンを奪った。
2007年3月18日、名古屋国際会議場において、タイ国バンタム級王者のガオナー・クロンパジョンに10回判定勝ち。
2007年6月3日、名古屋にてメキシコバンタム級王者のフランシスコ・パレデスと対戦。大差の判定勝利を収めた。この試合までWBC世界ランキングのスーパーフライ級にその名を掲載されていたが、試合後、正式にバンタム級への転級申請を行うことを表明した。
2007年8月8日、後楽園ホールにて、日本バンタム級9位の木嶋安雄（角海老宝石）と対戦、10回判定勝ち。
2007年10月14日、名古屋にてフィリピンバンタム級9位のジョナタン・バアトと対戦し、5回、6回にダウンを奪い10回判定勝ち。
2008年2月24日、名古屋国際会議場にて三谷将之（高砂）と日本バンタム級タイトルマッチを行う。単発のクリーンヒットを受ける場面もあったが、スピードの差を生かして三谷を翻弄。10回判定勝ちで王座を獲得した。
2008年6月15日、名古屋国際会議場にて日本バンタム級2位の児玉卓郎（岐阜ヨコゼキ）と初防衛戦を行い、3-0の判定勝ち。序盤からスピードで圧倒し8回には児玉をダウン寸前に追い込むも、児玉の右強打を受けてダメージを負い、9回はあわやKO負けかという大ピンチに陥る。しかし最終回は果敢に打ち返して逃げ切った。
2008年11月16日、名古屋国際会議場にて元日本スーパーフライ級王者で日本バンタム級2位の川端賢樹（姫路木下）と2度目の防衛戦を行い2-0の判定勝ち。2回に川端のカウンターで痛烈なダウンを喫するが、その後はジャブ、ワンツー主体のアウトボクシングで挽回、最終回は自ら打ち合いを挑んで王者の意地を見せ、防衛に成功した。
2009年3月1日、名古屋国際会議場にて日本バンタム級1位の臼井欽士郎（横浜光）と3度目の防衛戦を行い、2-1の判定勝ち。スコアは97-94×2、94-97。臼井の攻勢に序盤はロープを背負う場面が多く、左フックを受けて失点するも中盤以降は正確なヒットでまさり挽回。最終回は左右のボディアッパーで臼井をダウン寸前に追い込んで勝利を確定させた。
2009年7月5日、名古屋国際会議場にて日本バンタム級10位の馬野晃（ハラダ）と4度目の防衛戦を行い、3-0判定勝ち。スコアは99-92、98-93、97-93。
2009年11月22日、名古屋国際会議場にて元日本バンタム級王者で日本バンタム級1位の池原信遂（大阪帝拳）と5度目の防衛戦を行い、9回2分58秒TKO勝ち。翌12月に同王座を返上した。
2010年7月11日、名古屋国際会議場にて自身の戦績の中で唯一引き分けたOPBF東洋太平洋バンタム級王者マルコム・ツニャカオ（フィリピン）と約4年ぶりに再戦。0-3の判定で敗れて王座奪取に失敗し、4年前の雪辱はならずプロ初黒星を喫した。
2010年11月20日、名古屋国際会議場イベントホールで中岸風太（カシミ）と10回戦で対戦し、 3-0(98-91、97-92、98-91)で勝利した。
2011年6月、大一スペースKジムから、ツニャカオの所属先である神戸市の真正ボクシングジムへ移籍。この後、江藤日出典の指導の下で練習に打ち込んだ。
2011年12月11日、石川県産業展示館でOPBF東洋太平洋バンタム級王者のロリー松下（カシミ）に挑戦し11回0分15秒TKO負けで王座獲得はならなかった。
2012年4月21日、神戸市中央体育館でフィリピンスーパーフライ級15位のロニー・レックス・ダロット（フィリピン）に3-0（80-73、78-75、77-75）の判定勝ちを収め再起に成功した。
2012年6月22日、神戸市中央体育館で行われた54.5kg契約 8回戦で中川雄太（ワタナベ）と対戦し2-1（79-75、77-76、76-77）の判定勝ちを収めた。
2012年11月2日、神戸市中央体育館で行われた54.5kg契約 8回戦で日本バンタム級7位の村井勇希（グリーンツダ）と対戦し、3-0（98-93、96-94、96-95）の判定勝ちを収めた。
2013年3月16日、神戸市中央体育館で行われた岩佐亮佑の王座返上に伴う日本バンタム級王座決定戦でゼロフィット・ジェロッピ瑞山（千里馬神戸）と対戦し、3-0（98-93、97-93、96-94）の判定勝ちを収め日本王座への返り咲きに成功した。関西テレビ放送は大場が「勝てば世界へ、負ければ引退」の覚悟をもって臨んだこの試合の様子を長谷川穂積の解説で収録し、ドキュメンタリー番組『ラストファイト』で放送した。
2013年7月12日、神戸市中央体育館で日本バンタム級1位の丹羽賢史（グリーンツダ）と対戦し、6回2分13秒TKO勝ちを収め初防衛に成功した。
2013年11月29日、神戸市中央体育館で日本バンタム級10位の長谷川雄治（横浜光）と対戦し、4回2分56秒TKO勝ちを収め2度目の防衛に成功した。
2013年12月6日、将来的な世界王座挑戦を見据えての措置として日本バンタム級王座を返上した。
2014年4月4日、神戸サンボーホールで行われたIBF世界バンタム級指名挑戦者決定戦で、NABO北米バンタム級王者ランディ・カバジェロと対戦したが、8回TKO負け。
2014年9月14日、大阪府立体育会館でノーランカーの相馬圭吾（三迫）と対戦し、3-0の判定勝利。試合後、区切りの40戦目で引退を表明。
引退後、名古屋市で警備員や宅配業の仕事をしながら、薬師寺ボクシングジムでバイトとしてトレーナーを務めていたが、2020年1月31日に自身のブログで現役復帰のためにバイトを退職したことを発表した。その後、かつて指導を受けた江藤日出典が会長を務めるサンライズジムに所属。
2020年9月26日、神戸市立中央体育館で湊義生と対戦し、2回32秒TKO負けを喫した。
2021年6月1日付けで、名古屋大橋ボクシングジムに移籍した。
その後、現役引退を表明して、ラストマッチとして刈谷市産業振興センターにて中村龍明と対戦し、6回2-1（58-56×2、56-58）で判定勝ちを収め、現役生活に別れを告げた。

## 人物
- ボクシングを始めたきっかけは、兄に喧嘩で勝ちたかったから、というのが理由だと語っている。
- ボクシングジムに通ってはいたものの、最初から身を入れていたわけではなく、「腹筋だけやって帰ったりもしていた」とのこと。
- 自らの実力について語るとき、自虐的なコメントを連発する。勝利を収めた試合後に「どうもすいません。今日はこれで許してください」「明日が見えません」「僕の採点では負けでした」などと真顔で話している。
- 石原英康が世界タイトルに挑戦する際、スパーリング・パートナーを務めた。大場がある試合で勝利したとき、控え室を訪れ祝福した石原が「大場君とのスパーリングはとても勉強になりました」と言うと、大場が「いえ、とんでもありません、僕の方こそとても勉強になりました」と返す、というやりとりが続き、しばらくの間、お互いにぺこぺこと頭を下げ合っていた。
- 最近は[いつ?]長谷川穂積のスパーリング・パートナーを務めている。2006年11月13日、日本武道館で行われた長谷川 vs. ヘナロ・ガルシア戦では、当時の長谷川の所属先千里馬神戸ボクシングジムのセコンドに同道し、赤コーナー下で長谷川に声援を送った。後に現在の長谷川の所属である真正ジムに大場も移籍した。
- 絵を描くことが趣味。試合が近づくと、ボクサーの姿をモチーフにした独特のイラストを描き、試合へのイメージを高めるのだという。彼のイラストはジム内にも大きく飾られており、その前で撮ったポートレートが「ボクシング・マガジン」のカラーページに掲載されたこともある。
- ペットはフェレットとカエルを飼っている。

## 獲得タイトル
- 第63代日本バンタム級王座（防衛5=返上）
- 第67代日本バンタム級王座（防衛2=返上）